# 新丰乡 (黄山市)
新丰乡，是中华人民共和国安徽省黄山市黄山区下辖的一个乡镇级行政单位。

## 行政区划
新丰乡下辖以下地区：
新丰村、安居村、盛洪村和丰溪村。